# 동충하초아강
동충하초아강 또는 육좌균아강(Hypocreomycetidae)은 자낭균문에 속하는 균류 아강의 하나이다.

## 특징
자실체는 대부분 밝은 색의 피자기 형태지만 드물게 폐자기이다. 자낭은 한 겹막(unitunicated) 또는 단일벽(unitunicated)이거나 유사단일벽(pseudoprotunicated) 구조를 가진다.

## 하위 분류
- Coronophorales
- Halospheriales
- 육좌균목 또는 동충하초목 (Hypocreales)[1]
- 멜라노스포라목 (Melanosporales)
- Microascales
- 목 분류가 불확실(Incertae sedis)한 속
  - Ascocodinaea
  - Conioscypha
  - Conioscyphascus
  - Etheirophora
  - Porosphaerellopsis